# Боулінг-Грін (Флорида)
Боулінг-Грін (англ. Bowling Green) — місто (англ. city) в США, в окрузі Гарді штату Флорида. Населення — 2405 осіб (2020).

## Географія
Боулінг-Грін розташований за координатами 27°38′16″ пн. ш. 81°49′29″ зх. д. / 27.63778° пн. ш. 81.82472° зх. д. (27.637750, -81.824767).  За даними Бюро перепису населення США в 2010 році місто мало площу 3,27 км², з яких 3,27 км² — суходіл та 0,00 км² — водойми.

## Демографія
Згідно з переписом 2010 року, у місті мешкало 2930 осіб у 792 домогосподарствах у складі 642 родин. Густота населення становила 895 осіб/км².  Було 1006 помешкань (307/км²).
Расовий склад населення:
| - 63,3 % — білих - 10,5 % — чорних або афроамериканців - 0,5 % — корінних американців - 0,5 % — азіатів - 22,9 % — осіб інших рас |

До двох чи більше рас належало 2,3 %. Частка іспаномовних становила 58,4 % від усіх жителів.
За віковим діапазоном населення розподілялося таким чином: 35,2 % — особи молодші 18 років, 52,6 % — особи у віці 18—64 років, 12,2 % — особи у віці 65 років та старші. Медіана віку мешканця становила 28,3 року. На 100 осіб жіночої статі у місті припадало 112,0 чоловіків;  на 100 жінок у віці від 18 років та старших — 110,1 чоловіків також старших 18 років.
Середній дохід на одне домашнє господарство  становив 37 722 долари США (медіана — 31 563), а середній дохід на одну сім'ю — 42 733 долари (медіана — 33 806). Медіана доходів становила 24 069 доларів для чоловіків та 20 762 долари для жінок. За межею бідності перебувало 28,2 % осіб, у тому числі 42,9 % дітей у віці до 18 років та 0,0 % осіб у віці 65 років та старших.
Цивільне працевлаштоване населення становило 1071 особа. Основні галузі зайнятості: сільське господарство, лісництво, риболовля — 22,6 %, освіта, охорона здоров'я та соціальна допомога — 19,5 %, роздрібна торгівля — 11,0 %, мистецтво, розваги та відпочинок — 10,5 %.